# Napoleon, Indiana
Napoleon är en kommun (town) i Ripley County i Indiana. Vid 2010 års folkräkning hade Napoleon 234 invånare.